# Jorge Theriaga
Jorge Tenreiro Theriaga (* 8. März 1954 in Lissabon) ist ein portugiesischer Arzt und Dreibandspieler.

## Karriere
Bereits im Alter von 12 Jahren fing Theriaga mit dem Billardsport an. Mit 18 begann er sein Medizinstudium. Zu diesem Zeitpunkt gehörte er schon zu Portugals größten Talenten, trotzdem behielt er seinen Amateurstatus bei, beendete sein Studium und spielte nur nebenher weiterhin Billard. 1980 gewann er seinen ersten nationalen Titel im Dreiband. Zwei Jahre später hatte er schon 19 weitere Titel gesammelt, unter anderem auch im Cadre 71/2.
Seit den 1990ern bis 2006 vertrat er Portugal bei der Dreiband-Weltmeisterschaft für Nationalmannschaften, ließ dabei kein Turnier aus. 1989 gewann er im „Team Europa“ zusammen mit Fonsy Grethen aus Luxemburg und dem Italiener Antonio Oddo die Dreikampf-Weltmeisterschaft für Nationalmannschaften. 1994 gewann er dann mit seinem Partner Ribeiro die Silbermedaille vor Deutschland A (Christian Rudolph und Maximo Agguire) und vor Deutschland B (Johann Schirmbrand und Christian Zöllner). Nach 10 Jahren Abstinenz hatte Theriaga seine Zusage für die Teilnahme an der Team-WM bereits zugesagt, als er aus beruflichen Gründen kurz vor Turnierbeginn diese wieder zurückzog.
Theriaga ist seit seinem achten Lebenstag Mitglied des Sporting Clube de Portugal (Sporting Lissabon).

## Ehrungen
- 1989 wurde er mit der Medalha de Serviços Distintos ausgezeichnet.[3]

## Erfolge
- Dreiband-Team-WM:  1994 •  1992
- Dreikampf-Team-WM  1989
- Dreiband-Europameisterschaft:  1986, 1995, 1999
- Dreiband-Weltcup (Einzel):  1994/6, 1996/1 •  1995/2, 1997/1, 1998/5, 1999/5 •  1995/3, 1996/4

- Dreiband Grand Prix:  1989/2, 1994/1  1987/3